# Vila closa de Vilamur
Vilamur és una vila del terme municipal de Soriguera capital de l'antic vescomtat de Pallars, dit posteriorment de Siarb i finalment vescomtat de Vilamur. El seu recinte fortificat ha estat declarat bé cultural d'interès nacional. Es troba en un pla força elevat, en el punt de trobada del Serrat de Castilló, a ponent de la vila, i de la Querrilla, al sud-oest. Just al nord de la vila hi ha també l'extrem de ponent del Serrat de Sant Miquel

## Història

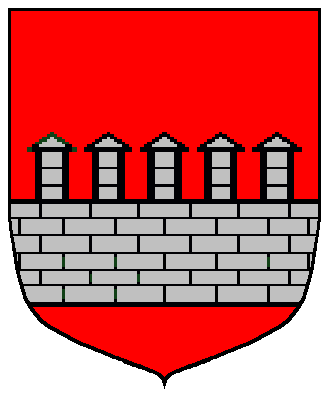
Escut dels vescomtes de Vilamur

Al darrer terç del segle xi apareix documentat el topònim de Vilamur per designar el castell i el nucli de la població, patrimoni de la família vescomtal del comtat de Pallars. Per trobar-se establerts a la vall de Siarb (actual Soriguera) reberen primer el nom de vescomtes de Siarb (segle X). A principis del segle xii, els vescomtes «Siarbensis» passen a dir-se vescomtes de Vilamur, amb Pere Arnau II de Vilamur (1110), depassant l'àrea de Vilamur i estenent-se a Sarroca i la Vall Ferrera. Vers 1192, el vescomte Pere IV de Vilamur infeudà mig castell de Sarroca a Bernat d'Aramunt i el 1212 en feu donació al monestir de Gerri. Diversos cavallers de la família vescomtal foren bisbes. Bertran de Vilamur (1184-1194), Bernat de Vilamur (1292-1312) i Ponç de Vilamur (1230-1257), bisbes d'Urgell. Bernat de Vilamur (1199-1203) i Guillem de Vilamur (1312-1318), bisbes de Girona. Ponç de Vilamur (1321-1324) fou bisbe de Lleida.

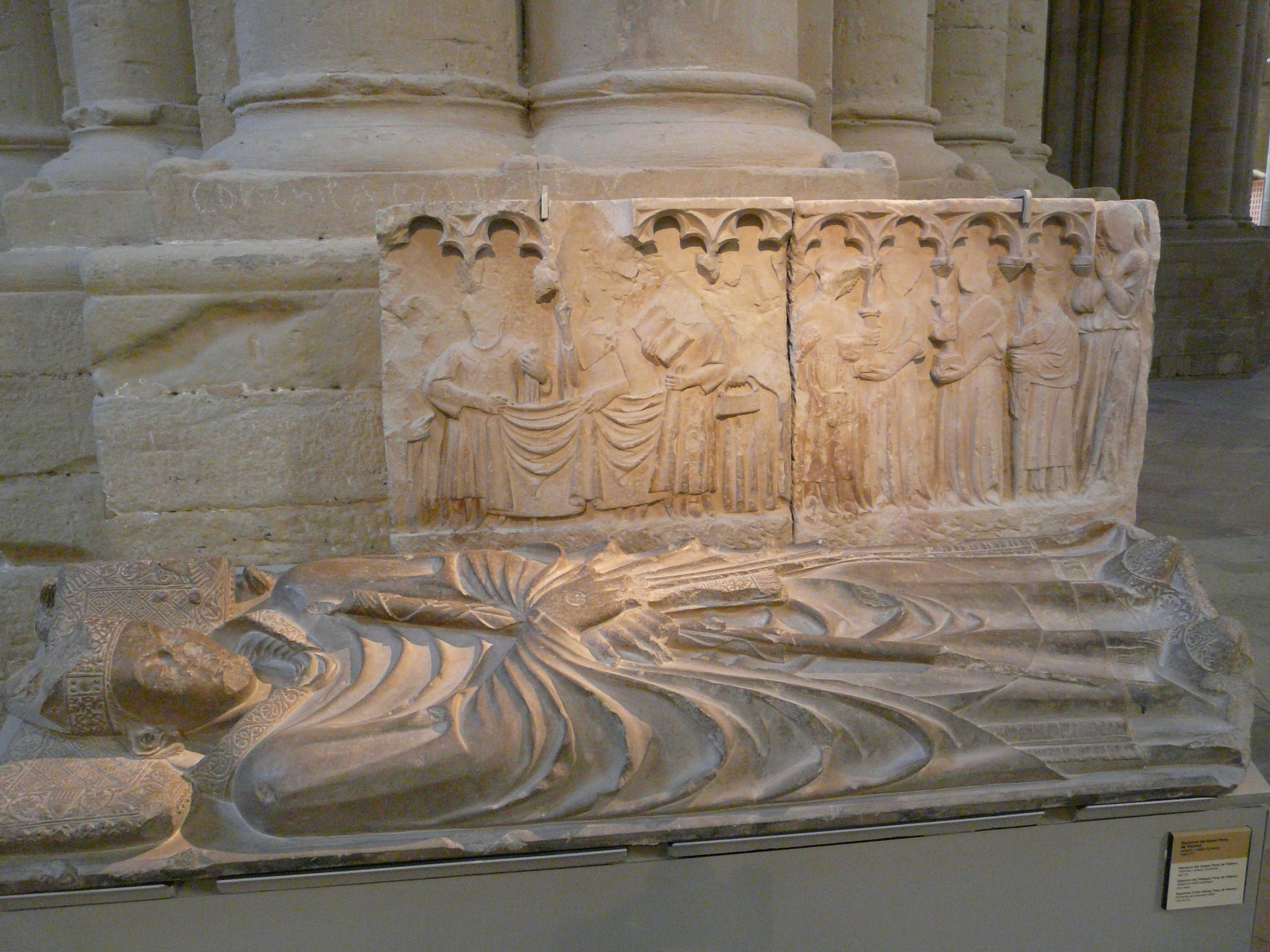
Seu Vella de Lleida. Sepulcre del bisbe Ponç de Vilamur

Al segle xiii, el vescomte Ramon I de Vilamur milità al costat dels comtes de Foix i Pallars, i el vescomte de Cardona, en la revolta nobiliària contra el rei Pere II. Vençut el 1280 a Balaguer, hagué de lliurar la potestat dels castells de Vilamur, Rubió, Tornafort, Embonui i Montenartró als procuradors del monarca. El vescomte, l'any 1283, prometé al rei ajut contra les forces del rei francès i l'any següent l'hi foren retornats els privilegis, essent a més nomenat (1297) veguer del Pallars i la Ribagorça. Els vescomtes participaren en les campanyes de Pere el Cerimoniós a Mallorca els anys 1343-44 i a Sardenya el 1353. El 1380, el vescomtat de Vilamur comprenia 98 focs.
El 1381, Ramon d'Anglesola, senyor de Bellpuig heretà el títol vescomtal que el 1386 va passar al seu cunyat, el comte Hug Folc II de Cardona, primer comte de Cardona, vescomte de Vilamur i Baró de Bellpuig i de Juneda. El vescomtat de Vilamur continuà vinculat als Cardona fins que al segle xvii, passà a ésser propietat del casal de Medinaceli que encara el detenien al primer terç del segle xix.

## Arquitectura
L'estructura del recinte medieval s'identifica avui dia pel reticulat dels carrerons del primer recinte, el qual crida molt l'atenció, ja que és un tipus de planimetria fundacional totalment estrany en aquesta regió. A més, s'hi troba algun element arquitectònic aïllat, d'època baix-medieval com el portal de l'església, el tancament de cases mitgeres del sector nord del poble o la porxada coberta del Carrer Major, de construcció posterior. A l'extrem de ponent del recinte es poden observar encara les restes d'una torre cantonera dins del que hauria estat perímetre de la muralla. També es poden trobar altres restes del recinte murat disseminades per la localitat, una de les més rellevants n'és la font del Moro.
A l'església parroquial, dedicada a la Mare de Déu de Medina, s'observen trets constructius de tipologia defensiva, donada la seva ubicació, en un dels extrems del nucli original. Adossat a l'església, a continuació del mur de la cara nord es trobava un arc de mig punt que donava accés a la plaça major, format per tosques dovelles de gres vermell, que havia estat un portal d'accés a la vila. L'arc del portal ha estat modificat en època recent, quedant ara alineat amb la façana d'entrada a l'església, i amb la seva fesomia original totalment alterada.
La presència de la comanda hospitalera a Vilamur a partir del segle xiii no tingué, pel que sembla, cap incidència, tret d'algun element arquitectònic ornamental. S'hi identifiquen dos moments importants en la ordenació constructiva, sempre d'estratègia defensiva. Un primer moment, al segle xii, amb la presència d'un petit castell dins el nucli central de la població però sense l'església romànica. El segon moment important en el creixement de la vila, datable en època baix-medieval, seria la incorporació de l'edifici de l'església dins el sistema de defensa, amb l'ampliació del perímetre de muralles en els dos extrems.